# Caledonia (Île-du-Prince-Édouard)
Pour les articles homonymes, voir Caledonia (homonymie).
Caledonia est une communauté de pêche sur la rivière Murray dans le comté de Queens de l'Île-du-Prince-Édouard.